# Trolejbusy w Widnoje
Trolejbusy w Widnoje − system komunikacji trolejbusowej działający w rosyjskim mieście Widnoje.

## Historia
Trolejbusy w Widnoje rozpoczęto budować w 1996. Pierwsze jazdy próbne były prowadzone od 15 grudnia 1999. Otwarcie ruchu nastąpiło 9 września 2000. Do listopada 2000 otworzono całą linię oznaczoną nr N1. W 2002 zawieszono sieć trolejbusową w drugim kierunku nad ulicą Советская (dotychczas była to ulica dla trolejbusów jako jednokierunkowa). 8 września uruchomiono drugą linię oznaczoną nr N2. 11 września 2005 otwarto nową trasę do pętli МКГЗ (MKGZ), do nowej pętli skierowano nową linie nr 3 i 4. Po wybudowaniu linii do MKGZ sieć uzyskała swój obecny wygląd.
Obecnie w Widnoje są 4 linie trolejbusowe:
- 1: Станция Расторгуево - Заводская улица
- 2: Станция Расторгуево - Советская улица
- 3: МКГЗ - Советская улица
- 4: Станция Расторгуево - МКГЗ

## Tabor
Przez pierwsze tygodnie po uruchomieniu trolejbusów w Widnoje kursowały tylko 3 − 4 trolejbusy. Do obsługi 4 linii przedsiębiorstwo obecnie posiada 22 trolejbusy:
- ZiU-9 z lat 2000 − 2010 (5 odmian), 20 sztuk
- VMZ-5298.00 (VMZ-375) z roku 2008, 2 sztuki